# Metallura
Metallura é um género de beija-flor da família Trochilidae.
Este género contém as seguintes espécies:
- metalura-escamoso, metaluro-escamoso - Metallura aeneocauda (Gould, 1846)
- metalura-de-azuay, metaluro-de-garganta-violeta - Metallura baroni Salvin, 1893
- metalura-barba-de-fogo, metaluro-garganta-de-fogo -  Metallura eupogon (Cabanis, 1874)
- metalura-de-perijá, metaluro-do-perijá - Metallura iracunda Wetmore, 1946
- metalura-da-neblina, metaluro-da-neblina  - Metallura odomae G. R. Graves, 1980
- metalura-preto, metaluro-preto  Metallura phoebe (Lesson e Delattre, 1839)
- metalura-acobreado, metaluro-bronzeado - Metallura theresiae Simon, 1902
- metalura-púrpura, metaluro-esmeralda - Metallura tyrianthina (Loddiges, 1832)
- metalura-verde, metaluro-verde - Metallura williami (Delattre e Bourcier, 1846)